# アンティオコス4世 (コンマゲネ)
ガイウス・ユリウス・アンティオコス4世・エピファネス（Gaius Julius Antiochus IV Epiphanes、古代ギリシア語: Γάιος Ἰούλιος Ἀντίοχος ὀ Ἐπιφανής、17年以前 - 72年以降）は、コンマゲネの最後の王（38年から72年）であり、ローマ帝国の従属国として34年間在位した。「エピファネス」という名前は「栄誉」を意味する。

## 生涯
アンティコス4世は、コンマゲネ王室の王子として生まれた。彼の両親であるアンティオコス3世とアイオータパは、全血の兄弟姉妹同士での結婚だった。若いアンティオコス4世もまた、全血の姉妹であるユリア・アイオータパと結婚した。アンティオコス4世は、アルメニア人、ギリシャ人、メディア人の血統だった。